# مازراتی ۸سی
مازراتی ۸سی (Maserati 8C) خودرویی است که در سال‌های ۱۹۳۲, ۲ units تولید شده‌است.
این خودرو در کلاس اتومبیلرانی قرار گرفته، طراحی آن خودروهای موتور جلو-محور عقب بوده است. سیستم جعبه‌دندهٔ آن به صورت دستی است.